# Harač
Harač (arabsko خراج‎, haradž, turško haraç, harač) je bil vrsta davka na kmetijsko zemljišče in njegove pridelke, ki je temeljil na islamskem pravu.
Po prvih muslimanskimi osvajanjih v 7. stoletju je bil harač sprva pavšalna dajatev, ki so jo v osvojenih pokrajinah na zahodu enkrat letno pobirali uradniki poraženega Bizantinskega cesarstva, na vzhodu pa uradniki poraženega Sasanidskega cesarstva. Kasneje se je harač spremenil v zemljiški davek, ki so ga muslimanski vladarji odmerjali svojim nemuslimanskim podložnikom s skupnim imenom dhimmi. Postal je sopomenka za glavarino (džizja), ki so jo plačevali dhimmi. Muslimanski zemljiški posestniki so plačevali samo versko desetino na zemljišče (ušr), ki je bila mnogo nižja,  in miloščino (zekat).
Ustaljene davčne osnove iz zgodnjih arabskih kalifatov so kmalu spodkopali primanjkljaji v državnih blagajnah. Velika in neuspešna kampanja proti Bizantinskemu cesarstvu, ki jo je leta 717 izvedel umajadski kalif Sulejman ibn Abd al-Malik, je na primer povzročila skorajšnji finančni zlom cesarstva in zahtevala davčno reformo. Iraški guverner Al-Hadžaj je že pred Sulejmanovim prihodom na oblast poskušal uvesti polno stopnjo obdavčitve tudi za muslimane, vendar je poskus naletel na nasprotovanja in povzročil nemire. 
Sulejmanov naslednik Omar II. ibn Abd-Aziz se je poskušal težavam izogniti s kompromisom: od leta 719 se zemljišč, od katerih se je plačeval harač, ni dalo prenesti na muslimane, ki bi ta zemljišča dali v najem prejšnjim lastnikom in plačevali nižje davke. Za prenešena zemljišča so morali plačevati harač tudi muslimani. Končni rezultat Omarjeve reforme je bil, da se je harač plačeval za večino zemljišč, ne glede na vero tistega, ki jih je obdeloval. Omarjeve reforme, ki so jih kasneje dodelali Abasidi, so postale model davčnih sistemov islamskih držav. Harač je postal  naziv za vse  vrste davkov. Klasična razprava o obdavčevanju, ki jo je v 9. stoletju napisal pravnik Abu Jusuf, na primer, ima naslov Kitab al haradž, se pravi Knjiga o davkih.
Sodobni ruski orientalist A.J. Jakubovski je naredil primerjavo davčnih stopenj v sasanidski Perziji in kasnejšem kalifatskem obdobju in ugotovil, da so arabski osvajalci povsod in brez izjeme povečali davke na obdelovalno zemljo. Davek na oral pšenice ali ječmena, ki je pod Kozravom I. Anošarvanom (531-579) znašal en dirham, se je po arabski osvojitvi povečal na štriri dirhame za pšenico in dva dirhama za ječmen. V poznem obdobju Omajadskega kalifata se je na podjarmljenih perzijskih ozemljih harač povečal na četrtino do tretjino pridelka.
V Osmanskem cesarstvu se je harač pretvoril v glavarino za nemuslimanske podložnike, dokler ga ni nadomestila džizja.